# 鄧士奇
鄧士奇（？年—？年），廣西橫州人，明朝官員。

## 生平
萬曆三十一年（1603年）癸卯科解元，治《詩經》，萬曆間任四川鄰水縣知縣。
崇禎四年（1631年）任豐縣儒學教諭。

## 家族
父鄧國材，萬曆七年己卯科舉人，曾任湖南衡山縣知縣。